# Volgorečensk
Volgorečensk (anche traslitterato come Volgorechensk) è una cittadina della Russia europea centrale, situata nell'Oblast' di Kostroma, 40 chilometri a sud del capoluogo Kostroma, sul fiume Volga.
Fondata nel 1964 in seguito alla costruzione di una centrale idroelettrica, ottenne lo status di città nel 1994.

## Società

### Evoluzione demografica
Fonte: mojgorod.ru
- 1989: 16 000
- 2002: 18 164
- 2006: 17 800